# Fagocyba cruenta
Fagocyba cruenta är en insektsart som först beskrevs av Herrich-Schäffer 1838.  Fagocyba cruenta ingår i släktet Fagocyba och familjen dvärgstritar. Arten är reproducerande i Sverige. Inga underarter finns listade i Catalogue of Life.

## Bildgalleri

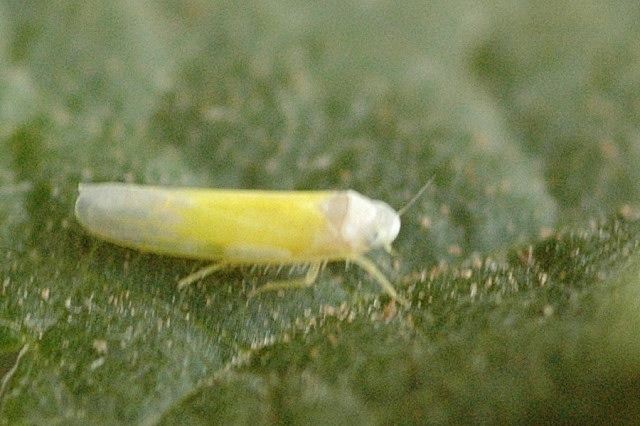